# Pallisentis umbellatus
Pallisentis umbellatus är en hakmaskart som beskrevs av Van Cleave 1928. Pallisentis umbellatus ingår i släktet Pallisentis och familjen Quadrigyridae. Inga underarter finns listade i Catalogue of Life.